# Корионов, Виталий Германович
Виталий Германович Корионов — советский государственный и политический деятель, журналист; кандидат исторических наук.

## Биография
Родился в 1917 году в селе Беркутово.
Окончив Московский коммунистический университет им. Свердлова, работал учителем истории в школе № 18 (ныне — № 2) г. Кунгура, был секретарём комсомольской организации и военруком. Позже перешел на работу в Кунгурский городской комитет КПСС, где заведовал военным отделом, был лектором-международником.
В 1938 году начал сотрудничать с кунгурской газетой «Искра». В годы Великой Отечественной войны печатался в газетах «Красная звезда», «Сталинский сокол», «Красный флот». В 1942 году уехал из Кунгура.
Окончил Высшую партийную школу при ЦК КПСС.
Работал первым заместителем заведующего отделом агитации и пропаганды ЦК КПСС.
В 1950 году появилась его первая статья в газете «Правда».
В «Правде» В. Корионов работал политическим обозревателем более 20 лет. Как журналист-международник побывал во многих странах Европы, Азии, Африки и Америки.
Был заместителем председателя Советского комитета солидарности с народами Латинской Америки и членом Советского комитета защиты мира.
Автор книг и брошюр, посвященных международному положению, истории США и коммунистического движения.
Делегат XXIII съезда КПСС.
Умер в Москве в 2002 году.

## Сочинения
- Паразитический, разбойничий американский империализм. — М: Госполитиздат, 1951. — 72 с.
- Американский империализм — злейший враг народов. — М.: Госполитиздат, 1951. — 184 с
- Американский империализм — злейший враг народов. Изд. 2-е, испр. и доп. — М.: Госполитиздат, 1952. — 340 с.
- Монополии и народ. — Москва : Госполитиздат, 1958. — 260 с.
- СССР и США должны жить в мире. — М.: Госполитиздат, 1961. — 135 с. (в соавт с Н. Н. Яковлевым).
- Поджигатели. — М.: Госполитиздат, 1962. — 32 с.
- Политика, враждебная человечеству. (Американский империализм — главный оплот мировой реакции). — М.: Политиздат, 1968. — 79 с.
- Борьба против империализма — общий долг коммунистов. — М.: Политиздат, 1970. — 80 с.
- Соединенные Штаты Америки как они есть. 200 лет: возможности, обещания, действительность. — М.: Политиздат, 1974. — 255 с.
- Международное положение СССР. Борьба КПСС и Советского правительства за справедливый, демократический мир, за безопасность народов и междунар. сотрудничество. — М.: Знание, 1974. — 64 с
- Событие всемирного значения (XXV съезд КПСС). — М,: Знание, 1976. — 64 с.
- Устремленные в будущее. Коммунисты в современном мире. — М.: Политиздат, 1976. — 231 с.
- Общество попранных прав (Шумиха о правах человека и американская действительность). — М.: Знание, 1977. — 64 с.
- США. В плену неразрешимых проблем — М.: Политиздат, 1978. — 280 с.
- Мужающие в битвах. Коммунистическое движение: успехи; проблемы, деятели. — М.: Политиздат, 1981. — 256 с.
- Вашингтон на перепутье. Новая администрация и реальности соврем. мира. — М.: Политиздат, 1982. — 142 с
- Безумие. Милитаристский курс американского империализма — угроза миру. — М. Политиздат, 1983. — 111 с.
- Стратегия мира и безопасности. — М.: Знание, 1986. — 62 с.
- Историческое призвание социализма. XXVII съезд КПСС об актуальных проблемах современности. — М.: Политиздат, 1987. — 157 с.

## Отзывы
Виталий Германович Корионов был предшественником Кускова, но его подвела нетерпимость к начальственному чванству. В одной из поездок в страны Латинской Америки он сопровождал известного грубияна и самодура, члена Политбюро А. Кириленко, который был главой партийной делегации. Руководители местных компартий, хорошо знавшие Корионова, но мало разбиравшиеся в чинопочитании, встречали Корионова как родного и не воздавали, как показалось Кириленко, достаточных почестей ему лично. Кириленко обиделся, обругал Корионова, а по возвращении в Москву добился его снятия с работы.
Между тем Виталий Германович был не только высококлассным мастером своего дела, но и талантливым публицистом. Он получил престижное назначение политическим обозревателем в газету «Правда», где выступал с острыми статьями до глубокой старости, в том числе и при новом режиме — в 1990-х годах.
Был он и просто порядочным человеком.